# Snáraptjåkka
De Snáraptjåkka (Zweeds: Snárapjohka) is een bergbeek, die stroomt in de Zweedse  gemeente Kiruna. Ze verzorgt de afwatering van een bergmeer Palep Snárapjávri (ongeveer 16 hectare), ze stroomt noordwaarts en is ongeveer  7 kilometer lang. Haar water wordt verder afgevoerd door de Gámaeatnu.